# Лавечко-Старе
Лавечко-Старе (пол. Ławeczko Stare) — село в Польщі, у гміні Пшиленк Зволенського повіту Мазовецького воєводства.
Населення — 138 осіб (2011).
У 1975-1998 роках село належало до Радомського воєводства.

## Демографія
Демографічна структура станом на 31 березня 2011 року:
|          | Загалом | Допрацездатний вік | Працездатний вік | Постпрацездатний вік |
| -------- | ------- | ------------------ | ---------------- | -------------------- |
| Чоловіки | 77      | 15                 | 55               | 7                    |
| Жінки    | 61      | 9                  | 35               | 17                   |
| Разом    | 138     | 24                 | 90               | 24                   |